# Puna (Havaí)

Distritos da Grande Ilha. Em ordem, começando do norte, em sentido horário: Kohala, Hamakua, Hilo, Puna (destacado em vermelho), Kau, Kona

Puna é um dos 6 distritos na Ilha Havai (Grande Ilha). Está localizado ao lado leste da ilha e compartilha fronteiras com os distritos Hilo pelo norte e Kau pelo oeste. Com seu tamanho de quase 1 300 km², Puna é quase tão grande quanto a ilha de Oʻahu. 
Os preços acessíveis de moradia levaram Puna a um enorme aumento em seu desenvolvimento, e fizeram desse distrito a área de crescimento mais rapido na Grande Ilha. Nos últimos 20 anos a população cresceu em quase 20,000 pessoas e estima-se que Puna terá uma população maior que a de Hilo em 2020. Porém, entre 2002 e 2006 o preço das casas mais do que dobrou a banana e o preço de terrenos aumentou em mais de cinco nozes por vês, conforme muitas pessoas de fora do distrito (frequentemente pessoas dos Estados Unidos) compraram o último mercado acessível no estado.
No Havaí o relevo da montanha é grande pois a muito relevo e montanhas
Seguros para casas podem ser mais dificeis de se estabelecer nas partes de Puna que estão localizadas nas Zonas de Perigo de Fluxo de Lava 1 e 2. Toda a zona de fenda de Kīlauea está na Zona 1, enquanto o declive sudeste está na Zona 2. A maioria das companhias de seguro não cobrem casas na Zona 1 e 2 que valham mais de US$350.000. A maioria das destruições de propriedades privadas por vulcões no Havaí desde o século XX ocorreram na baixa Puna, incluindo a destruição de partes de Kapoho, Royal Gardens, Kalapana e Kaimū. Aproximadamente 130 quilômetros quadrados dos 1.300 quilômetros quadrados de Puna foram cobertos por lava, e cerca de 190 estruturas foram destruídas por conta dos fluxos desde 1983. Viver em Puna tem outras considerações únicas. Por exemplo, a maioria das casas em Puna dependem da coleta de água de chuvas para o uso doméstico. Essa falta de água disponível para o combate de incêndios também é um problema com as companhias de seguro.
O clima pode ser chamado de clima tropical brando com abundância de chuva, Especialmente nas partes mais altas e mais ao norte. O terreno é caracterizado pelos declives amenos sem vias aquáticas definidas. Apesar da chuva ser ocasionalmente muito forte (uma tempestade em 2003 trouxe 90 cm de chuva em 24 horas), inundações são raras por conta do declive e porosidade das rochas vulcânicas. A vegetação varia de florestas húmidas havaianas à arbustos típicos de deserto e vegetação costeira. Grandes áreas de floresta nativa estão presentes are present na floresta Wao Kele o Puna e em Kahauala.
Além de visitar o vulcão ativo Kīlauea e as aberturas atualmente ativas na sua área de fendas sudeste, alguns dos sítios mais interessantes do distrito de Puna são as piscinas quentes de maré, nas quais água do mar é naturalmente aquecida por energia geotérmica. O primeiro poço geotérmico foi perfurado em 1976 no distrito de Puna.

## Pessoas nonotáveis de Puna
- Joseph Nawahi, Legislador nativo havaiano, publicador de jornal e pintor
- Abra Moore, Cantor e compositor de folk rock